# Порт Бисау

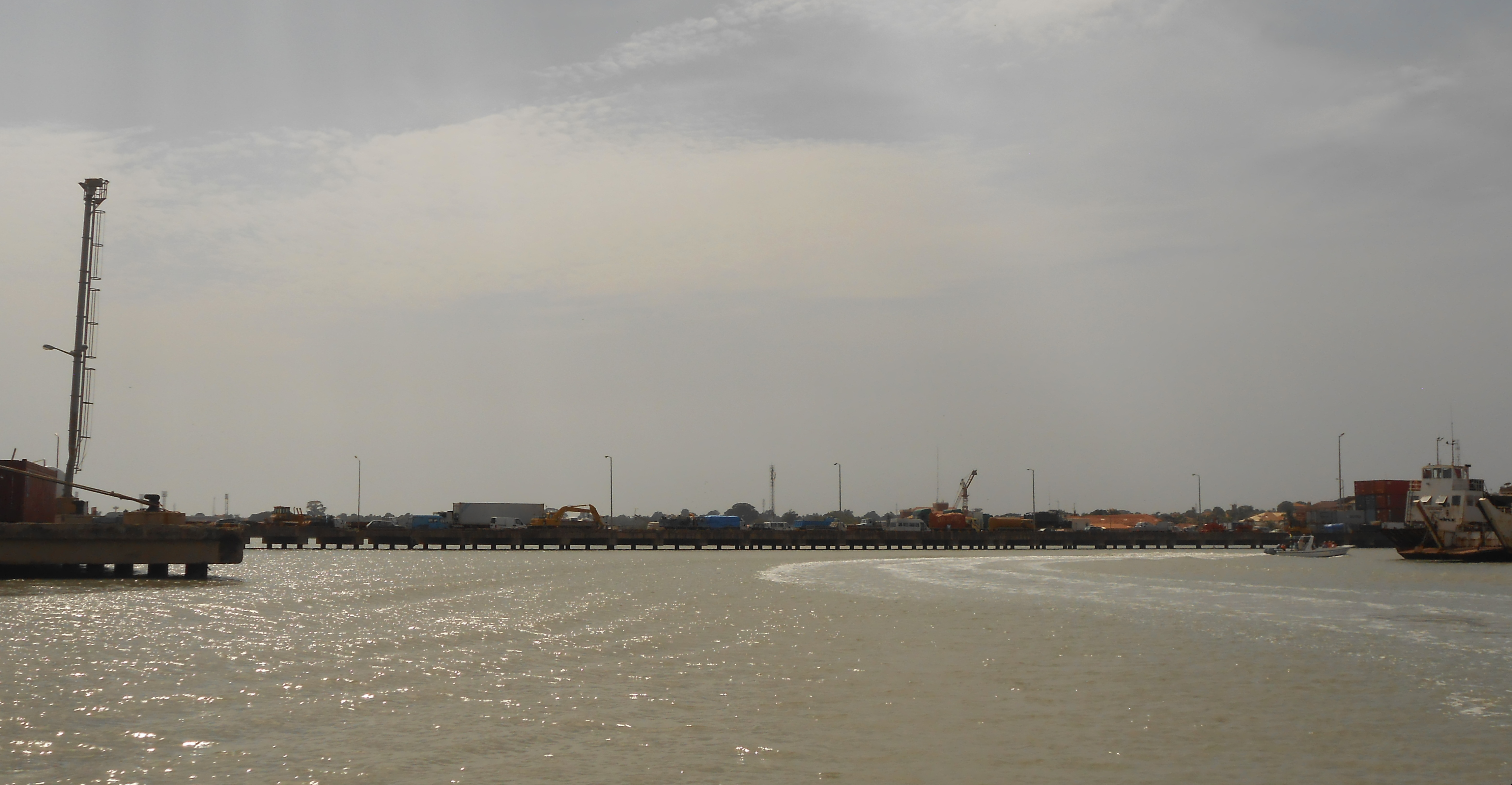
В городском порту Бисау

Порт Бисау (порт.  Porto Pidjiguiti) — главный порт Гвинеи-Бисау. Расположен на реке Геба, обслуживает столицу республики — город Бисау. В порту есть два причала и пристань для яхт. Доки порта были местом массового убийства рабочих, произошедшего 3 августа 1959 года. 

## Описание

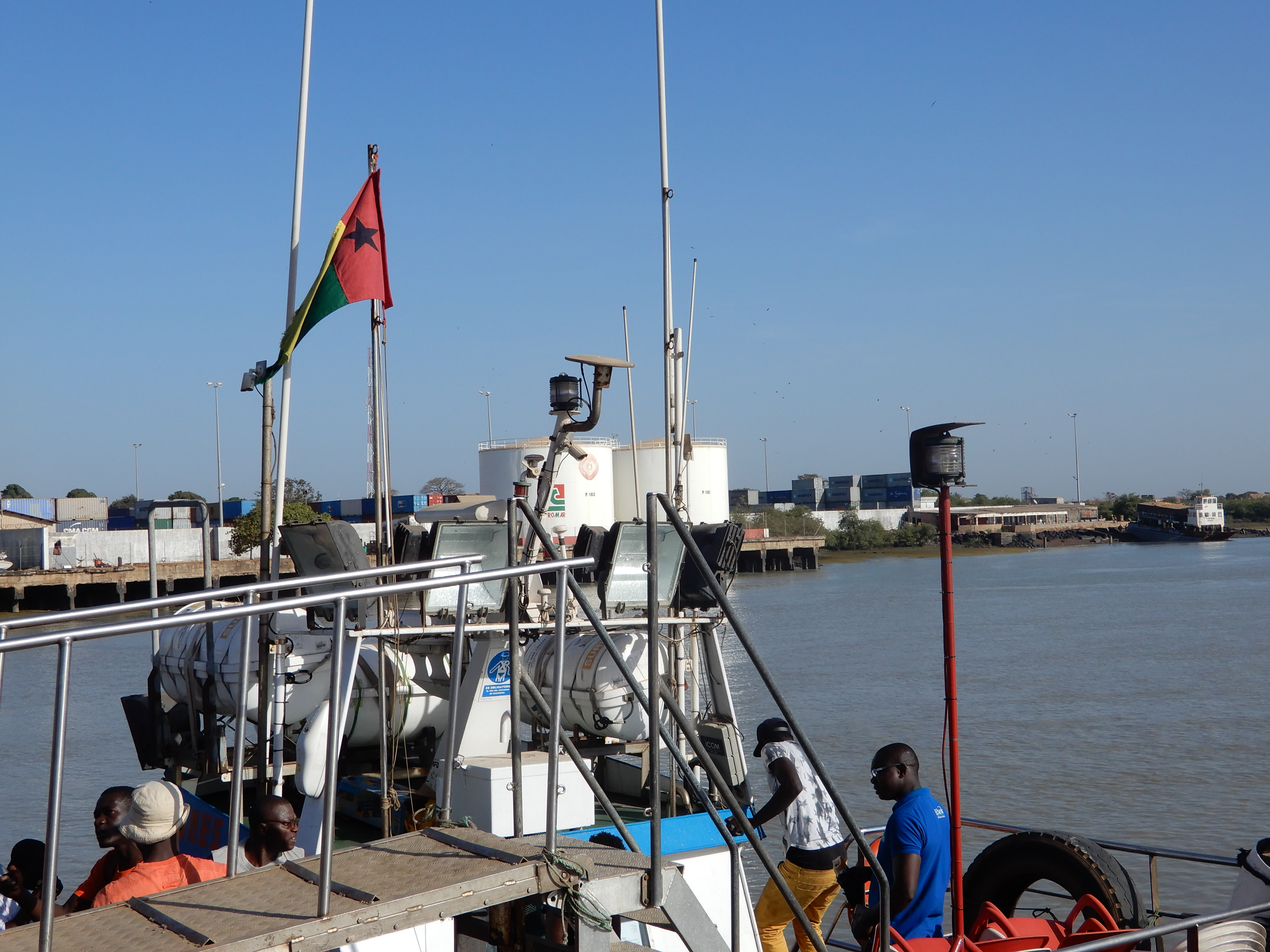
Лодка в порту Бисау, февраль 2018 года

Порт расположен на реке Геба. Его канал имеет глубину от 36 футов (11 м) до 40 футов (12 м), а грузовой пирс —  от 26 футов (7,9 м) до 30 футов (9,1 м). Он оснащен крановым оборудованием грузоподъемностью до 50 тонн. Грузовой порт состоит из двух пар пирсов: юго-западного и более нового на северо-востоке. В 1993 году в порту была проведена небольшая модернизация.. Соединяющий его причал имеет размеры 260 на 24 метра (853 × 79 футов) и обеспечивает доступ к берегу. За тридцать лет до 2013 года канал был углублен, чтобы обеспечить осадку в 12 метров (39 футов). Однако, как утверждается, нынешняя осадка составляет 7 метров (23 фута). 
На башне кафедрального собора Бисау установлен фонарь, который направляет корабли через устье реки Геба в порт Бисау. За освещением следит компания Capitania dos Porcos, Serviços de Marinha. 

## Обслуживание
Порт Бисау изначально был рассчитан на обработку 5000 контейнеров в год, однако в настоящее время он обслуживает почти в пять раз больше запланированного. Следствием перегруженности порта являются высокие затраты, связанные с его эксплуатацией.

## История
Порт имеет большое значение для истории и экономического развития страны. Учитывая важность порта для национальной экономики и ранее неудовлетворительную оснащенность порта, в 2010-е годы было осуществлено большое количество инвестиций с целью развития и модернизации порта. Это способствовало росту горнодобывающей промышленности в стране, в том числе экспорту бокситов. Планы по развитию порта для поддержки перевозок бокситов восходят, по крайней мере, к 1983 году, когда было объявлено о проекте стоимостью 47,4 миллиона долларов. Доки порта были местом массовой резни, которая произошла 3 августа 1959 года, когда португальская политическая полиция расстреляла бастовавших рабочих, убив 50 и ранив более 100 человек. Докеры провели свою первую забастовку, организованную Африканской партией за независимость Гвинеи и Кабо-Верде (порт. Partido Africano da Independência da Guiné e Cabo Verde, PAIGC) еще в 1956 году. В память о резне 1959 года в порту был установлен большой памятник в виде черного кулака. В районе порта в настоящее время сохранилось несколько старых зданий, в том числе военные казармы 18 века и старая тюрьма.